# Kraftvärmeverk

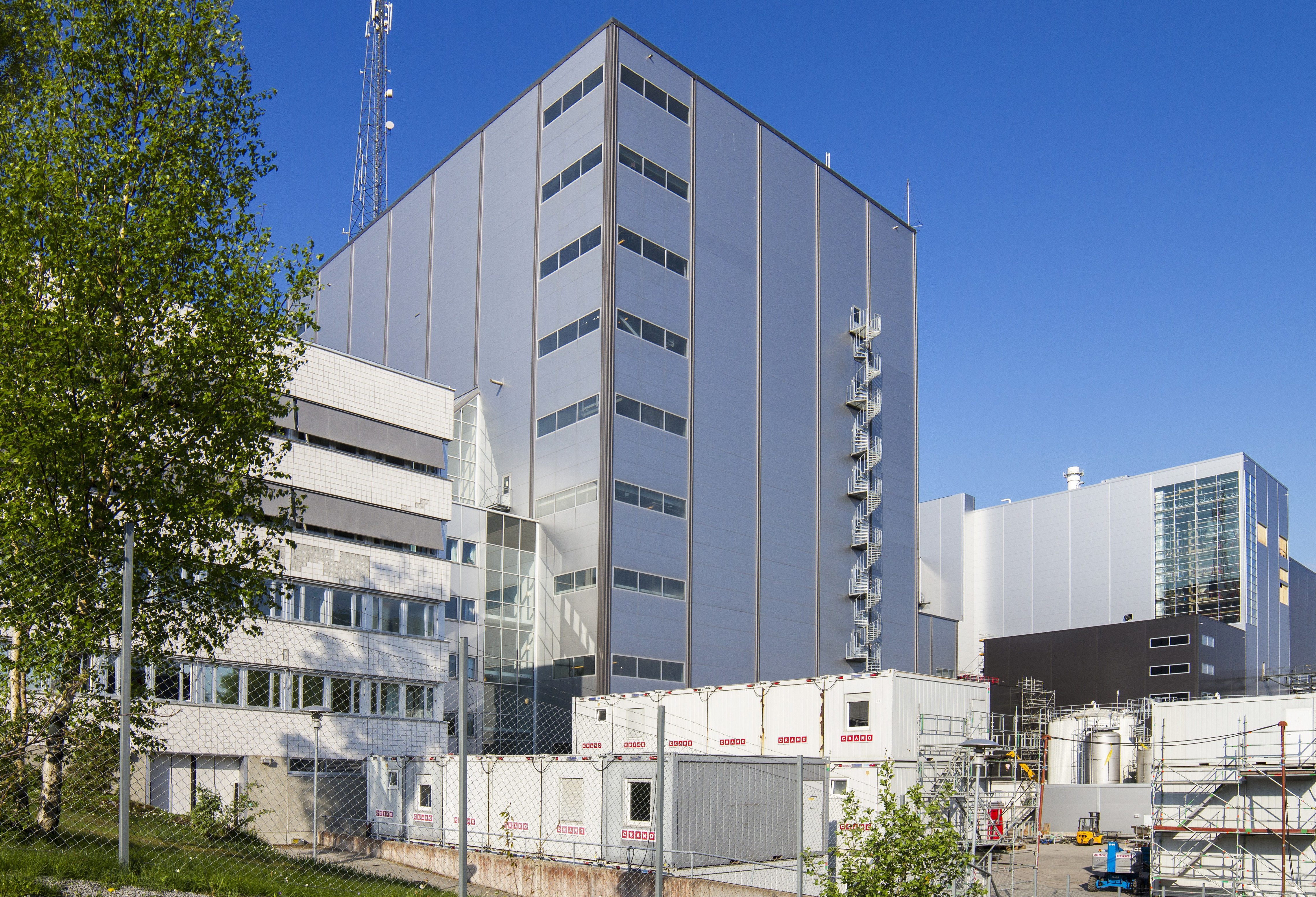
Brista kraftvärmeverk utanför Märsta.

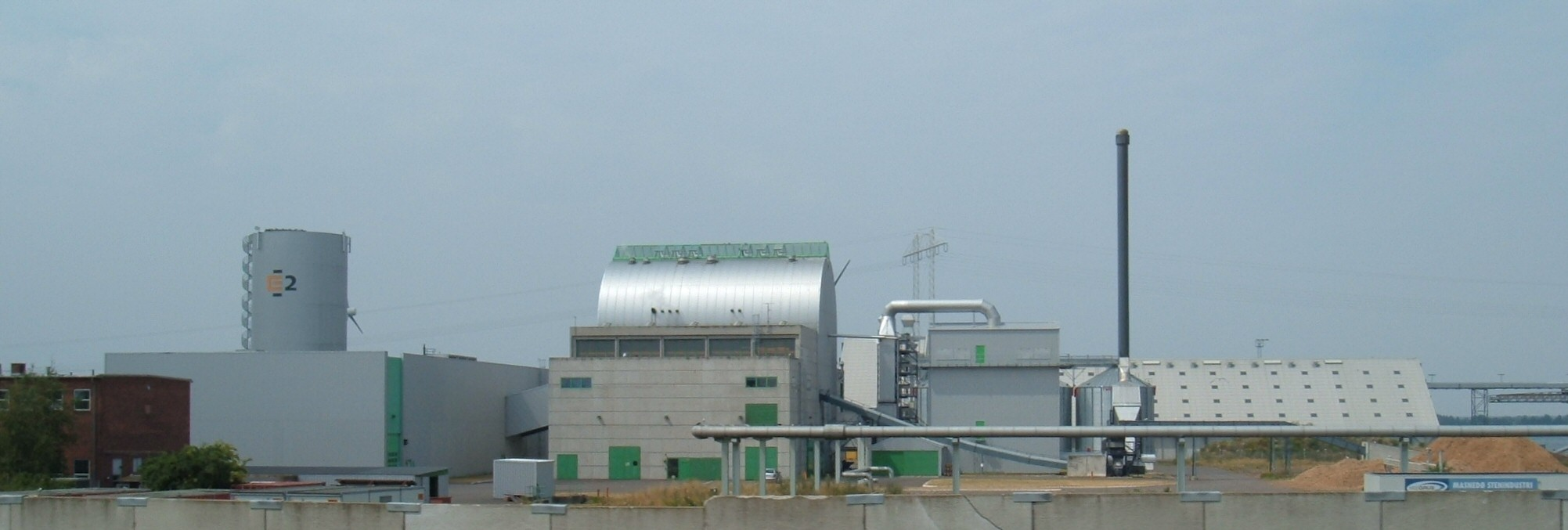
Kraftvärmeverket på Masnedø i Danmark.

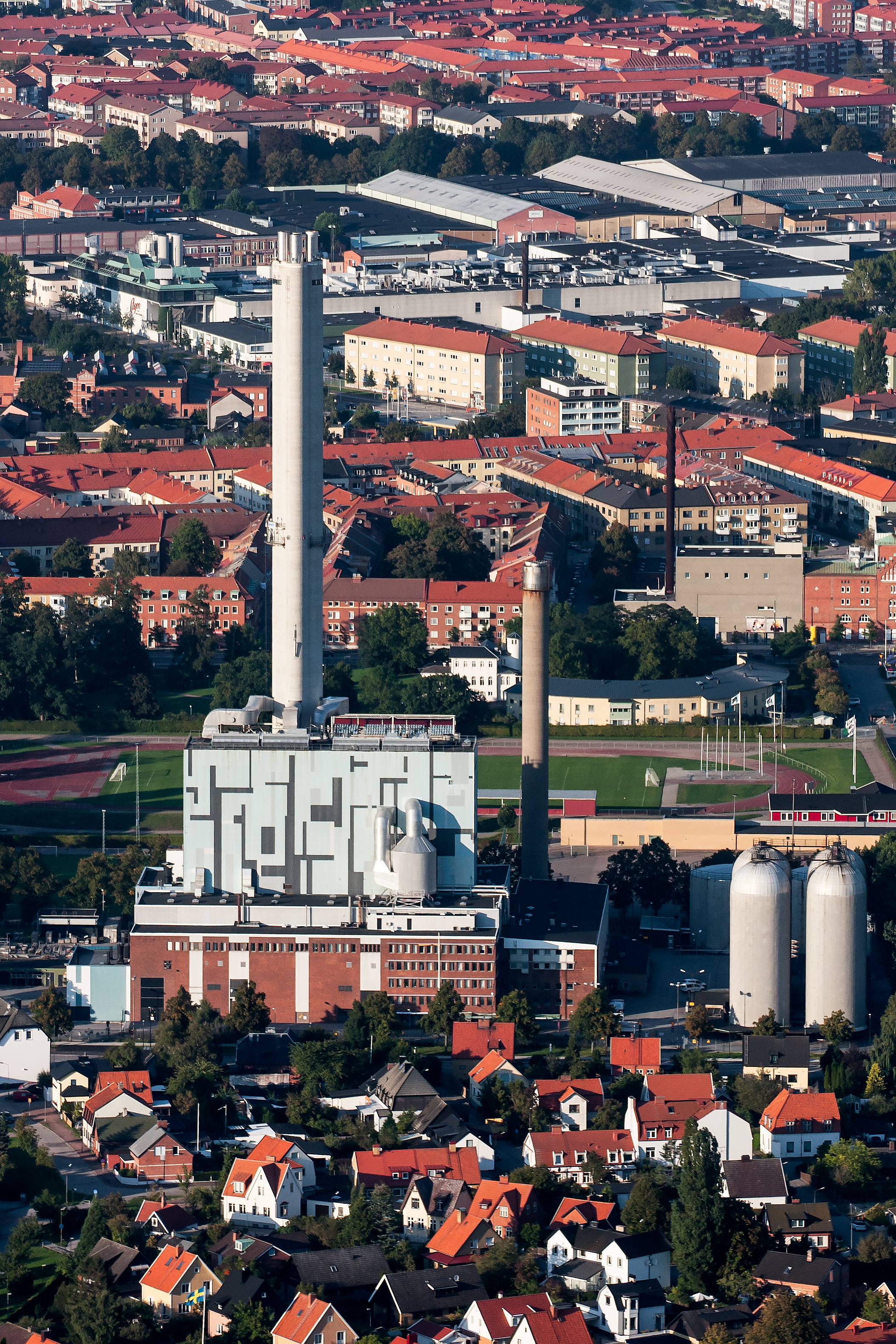
Heleneholmsverket i Malmö.

Kraftvärmeverk är en anläggning som utnyttjar kraftvärmeteknik för att producera elektricitet och fjärrvärme. I motsats till värmekraftverket utnyttjar kraftvärmeverk en större del av den tillförda värmeenergin. Tekniken medför att 80–90 procent av bränslets energiinnehåll kan tas tillvara, medan ett värmekraftverk som enbart producerar elektricitet har en verkningsgrad på maximalt cirka 50 procent. Kraftvärme bygger på att det finns möjlighet att ta emot den värme som "blir över" vid produktionen av el, oftast i ett fjärrvärmenät.

## Anläggningen
Traditionellt utformas kraftvärmeverk så att vatten kokas till ånga som sedan överhettas till mellan 500 och 600 °C i en ångpanna. Ångpannan kan, beroende på konstruktion, eldas med olika typer av bränsle. Ångan driver en ångturbin som ger mekanisk energi genom att rotera med ett högt varvtal, oftast 3 000 varv per minut (beroende på hur många poler generatorn har). Turbinen är kopplad till en generator som omvandlar den mekaniska energin till elektrisk energi.
Efter att ångan har passerat turbinen har den tappat i tryck och temperatur, och den kyls då ner i en kondensor som tar upp värmen från ångan och leder den vidare ut i fjärrvärmenätet. Därefter leds det kondenserade vattnet (kondensatet) tillbaka till matarvattentanken och tillbaka in i pannan.
En alternativ konstruktion är kombikraftverket, där ett gasformigt eller lättflytande bränsle förbränns i en gasturbin kopplad till en generator. De heta avgaserna från gasturbinen kokar sedan vatten till ånga i en speciellt utformad avgasångpanna. Ångan driver därefter en ångturbin med generator, på samma sätt som i ett traditionellt kraftvärmeverk. Med denna konstruktion kan en betydligt högre elverkningsgrad uppnås, det vill säga att mer av bränslets energi omvandlas till el.

## Verkningsgrad
Egentligen ses kondenseringen som en energiförlust, men eftersom kraftvärme går ut på att sälja även värme till kunder kan den räknas med som "producerad" energi. Detta gör att verkningsgraden i anläggningen ökar från cirka 30–40% till runt 90%. Driften av ett kraftvärmeverk planeras idag till stor del efter fjärrvärmenätets värmebehov, men vid en del anläggningar med stora ackumulatortankar planeras driften för att försöka producera el efter elpriset. Ett exempel är Kraftvärmeverket i Linköping. 
En del anläggningar kan övergå till ren elproduktion (kondensdrift) och/eller så kallad blanddrift, då man tar tillvara en valfri andel av värmen och kyler bort resten. Vid denna typ av elproduktion kopplas en kallkondensor till ångcykeln; den kyls med sjövatten eller kyltorn i stället för med fjärrvärmevatten. Möjlighet för blanddrift är vanlig i Finland där det inte finns tillräckligt med älvar för att kunna producera vattenkraft till lika stor andel som i Sverige och i Norge. Under regnfattiga somrar då vattenkraft inte kan importeras från Sverige och Norge har kondensdrift således en avgörande roll i den finländska elförsörjningen.

## Bränsle
Kraftvärmeverk kan eldas med fossila bränslen som kol, olja och/eller naturgas. Idag blir det dock allt vanligare med förnybara energikällor som avfall, biomassa, pellets, ved, träflis från energiskog och liknande. Kraftvärmeverk kan också drivas med kärnbränsle.
Västerås kraftvärmeverk är det största avfallsverket i världen (2016).